# ウィリアム・レーネン
ウィリアム・レーネン (William Rainen ) は、チャネラー、スピリチュアル系の著作家。
日本では、吉本ばなな、SPEEDの今井絵理子、道端ジェシカなどの 対談を収めた著書も多数。ハワイ在住。

## 著書一覧
- 『レーネンさんのスピリチュアルなお話』 ナチュラルスピリット　2007
- 『超スピリチュアル次元 ドリームタイムからのさとし』よしもとばなな共著　伊藤仁彦訳　徳間書店 2009
- 『幸運体質になれる瞑想CDブック―聴くだけで内なるエネルギーを高める 』ダイヤモンド社 2009
- 『レーネンさんのハワイから届いたスピリチュアルフレーズ75 幸せになる準備はできています 』 マガジンハウス　2009
- 『幸せの芽がどんどん育つ魔法のガーデニング レーネンおじさんのスピリチュアル・ティーチング 』徳間書店　2009
- 『数のパワーを引き出して人生に活かす 宇宙のエネルギーを呼び込む幸運数ブック 』ダイヤモンド社　2010
- 『だから、夢をみよう! DREAM HEALING 』徳間書店　2010
- 『すべての人が幸せになる魔法の言葉』マキノ出版 2010
- 『未来をひらき、願いをかなえる　パワースポット　in　ハワイ島 』ダイヤモンド社　2010
- 『直感力が高まる生き方 』中経出版 2011
- 『生き方の答えが見つかる本』中経出版 2011
- 『幸運力が高まる生き方』中経出版 2011
- 『人生を創る』よしもとばなな共著 ダイヤモンド社　2011
- 『心がポジティブに穏やかになる本 』マキノ出版　2011
- 『幸運を引き寄せる生き方　瞑想メソッドＤＶＤ付き』角川マガジンズ(角川グループパブリッシング)　2011
- 『幸せとチャンスが実現する　10分間瞑想ＣＤブック 』ダイヤモンド社　2012
- 『人生が一瞬で好転する 「ダメな自分」とサヨナラする本 あなたの魅力が輝き出すヒーリングCD付』角川学芸出版　2012
- 『あなたの潜在力を120%活用する方法―自分を信じ、褒めることで最高の人生を実現!! 』主婦の友社　2012
- 『嫌な仕事をするのはもうやめにしよう (働くことが楽しくなるレーネンさんの教え)』マキノ出版　2012
- 『第5の脳波エネルギー 宇宙直感でピピッと生きよう ハイアーセルフの設計図通りに生きれば間違いなし』ヒカルランド　2012
- 『成功とは何か? を考える33の法則―70分特別企画DVDつき よしもとばななさんスペシャル対談』主婦の友社　2013
- 『聴きながら眠るだけで 幸せになれるドリーム瞑想CDブック 』ダイヤモンド社　2013
- 『レーネンさんから学んだ「つらい過去」を手放す方法 』酒井法子共著　主婦の友社　2013
- 『CHANGE! 』エイ出版社　2013
- 『人生が上手くいく 直感力の高め方 (中経の文庫) 』 KADOKAWA/中経出版 2014
- 『夢を叶える人「とにかくやってみる」と人生が動きだす』みよこ先生共著　KADOKAWA/角川学芸出版　2014
- 『一瞬で誰もが虜に! 「忘れられない人」になる方法』マガジンハウス　2014
- 『すべての人が幸せになる魔法の言葉219 (中経の文庫)』KADOKAWA/中経出版 2014
- 『トビラ 』エイ出版社　アートワーク畑良太/(monikoto)　2014
- 『幸運体質になれる浄化ブック (ネガティブなエネルギーを跳ね返し、波動を変えるシンバラカード付)  』KADOKAWA/角川学芸出版　2014
- 『CD付 過去の呪縛から自由になって、奇跡体質になる 』KADOKAWA/中経出版 2015
- 『ウィリアム・レーネンの 変化と喜びを実現するエネルギーカード』ダイヤモンド社　2015
- 『生き方の答えが見つかる本 ～あなたを導くメッセージ～ (中経の文庫)』KADOKAWA/中経出版　2015
- 『幸せになれるスピリチュアル・ティーチング (角川文庫)』KADOKAWA/角川学芸出版　2015

## 外国語訳

### 韓国語
- Teachings From Super Spiritual Dimension/Dreamtime – Korean Version
- Meditation CD Book To Be Happy - Korean Version